# ズグロメジロ

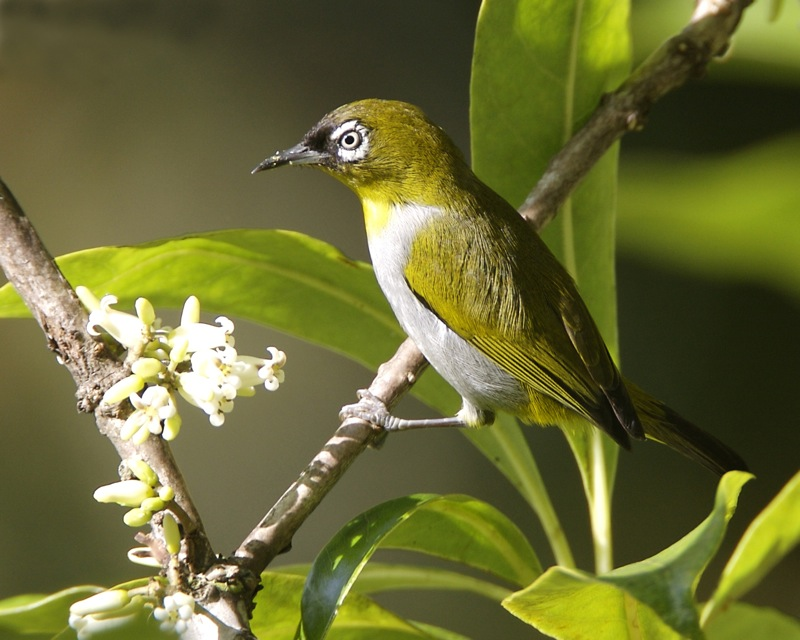
ボルネオ島（キナバル公園）

ズグロメジロ（頭黒目白、学名: Zosterops atricapilla）はスズメ目メジロ科に属する小型の鳥である。

## 形態
全長11センチメートル（9-12センチメートル）で、低地に生息するハイバラメジロにやや似る。額から頭頂にかけて黒みがあり、上面および下面はハイバラメジロより暗色である。背は暗緑黄色で、白いアイリングがあり、虹彩は褐色。喉および下腹は緑黄色。くちばしや足は黒色。雌雄同色。

## 分布
マレー半島、スマトラ島、ボルネオ島（特にキナバル山、グヌン・ムル、Mount Batu Patap）の山地において標高700-3,000メートル（約900-2,150メートル）の山林や高山草原に生息する。

## 生態
小群で行動し、機敏に果樹やヤドリギの果実などを採食するほか、花をついばんで蜜を吸う。鳴き声は柔らかくさえずり特徴があるが、ハイバラメジロの声に似る。

## 亜種
- Zosterops atricapilla atricapilla - スマトラ島北部の山地に分布する[5]。
- Zosterops atricapilla viridicatus - スマトラ島中・南部、ボルネオ島（キナバル山など）の山地に分布する[5]。